# Georgios Kamarasstadion
Het Georgios Kamarasstadion (Grieks: Στάδιο Γεώργιος Καμάρας) is een stadion in de Griekse hoofdstad Athene. Het is de thuisbasis van voetbalclub Apollon Smyrnis. Het stadion werd geopend in 1948 en biedt plaats aan 14.200 toeschouwers. Het stadion is vernoemd naar Georgios Kamaras, oud-speler van Apollon. Tot 2005 heette het stadion Rizoupolisstadion, naar de wijk binnen Athene waarin het stadion staat.

## Geschiedenis
Het stadion is gebouwd in 1948 en geopend op 17 oktober van dat jaar. Bij de eerste wedstrijd in het stadion waren 10.000 bezoekers aanwezig. Het bezoekersrecord werd gevestigd in 1973 toen 21.231 fans kwamen kijken naar de wedstrijd tussen Apollon en PAS Giannina. Het stadion onderging een renovatie tussen 2001 en 2002, toen de Griekse topclub Olympiakos Piraeus tijdelijk gebruik ging maken van het stadion, omdat hun nieuwe onderkomen, het Georgios Karaiskákisstadion, gerenoveerd werd. Olympiakos speelde uiteindelijk tussen 2002 en 2004 in het stadion. De andere club uit Piraeus, Ethnikos, speelde tussen 2005 en 2007 in het stadion. Tijdens de Olympische Zomerspelen 2004, gehouden in Griekenland, deed het stadion dienst als trainingsstadion voor de voetbalploegen tijdens het olympisch voetbaltoernooi.

## Interlands
Het Grieks voetbalelftal speelde vier interlands in het stadion.
| Voetbalinterlands | Voetbalinterlands | Voetbalinterlands           | Voetbalinterlands | Voetbalinterlands           |
| №                 | Datum             | Wedstrijd                   | Uitslag           | Competitie                  |
| ----------------- | ----------------- | --------------------------- | ----------------- | --------------------------- |
| 1                 | 10 februari 1982  | Griekenland – DDR           | 0 – 1             | Vriendschappelijk           |
| 2                 | 11 november 2020  | Griekenland – Cyprus        | 2 – 1             | Vriendschappelijk           |
| 3                 | 18 november 2020  | Griekenland – Slovenië      | 0 – 0             | UEFA Nations League 2020/21 |
| 4                 | 27 september 2022 | Griekenland – Noord-Ierland | 3 – 1             | UEFA Nations League 2022/23 |
| 5                 | 17 november 2023  | Griekenland – Nieuw-Zeeland | 2 – 0             | Vriendschappelijk           |